# Temporada 1956 del Campeonato del Mundo de Motociclismo
La temporada de 1956 del Campeonato del Mundo de Motociclismo fue la octava edición del Campeonato Mundial de Motociclismo.
La temporada consistió en seis pruebas en cinco cilindradas: 500cc, 350cc, 250cc, 125cc y Sidecars. Comenzó el 8 de mayo en la TT Isla de Man y finalizó el 9 de septiembre en el Gran Premio de las Naciones.

## Calendario y resultados
| Ronda | Fecha           | Gran Premio                     | Circuito          | Ganador 125cc | Ganador 250cc | Ganador 350cc   | Ganador 500cc |          |
| ----- | --------------- | ------------------------------- | ----------------- | ------------- | ------------- | --------------- | ------------- | -------- |
| 1     | 8 de junio      | TT Isla de Man                  | Snaefell Mountain | Carlo Ubbiali | Carlo Ubbiali | Ken Kavanagh    | John Surtees  | Artículo |
| 2     | 30 de junio     | Gran Premio de los Países Bajos | TT Circuit Assen  | Carlo Ubbiali | Carlo Ubbiali | Bill Lomas      | John Surtees  | Artículo |
| 3     | 8 de julio      | Gran Premio de Bélgica          | Spa-Francorchamps | Carlo Ubbiali | Carlo Ubbiali | John Surtees    | John Surtees  | Artículo |
| 4     | 22 de julio     | Gran Premio de Alemania         | Solitude          | Romolo Ferri  | Carlo Ubbiali | Bill Lomas      | Reg Armstrong | Artículo |
| 5     | 11 de agosto    | Gran Premio del Úlster          | Dundrod Circuit   | Carlo Ubbiali | Luigi Taveri  | Bill Lomas      | John Hartle   | Artículo |
| 6     | 9 de septiembre | Gran Premio de las Naciones     | Monza             | Carlo Ubbiali | Carlo Ubbiali | Libero Liberati | Geoff Duke    | Artículo |

## Resultados

### 500cc[2]
A pesar de que un accidente en el GP de Alemania, le impedirá continuar la temporada pero las tres victorias en las tres primeras victorias fueron más que suficiente para que John Surtees obtuviera su primer título a bordo de una MV Agusta, seguido de Walter Zeller con la marca debutante BMW.
En el GP de Alemania se registra la que será la última victoria de una Norton oficial en un Gran Premio. Las otras cayeron en manos de Surtees y dos a pilotos de Gilera, Reg Armstrong y Geoff Duke.
| Pos. | Piloto                   | Moto                | MAN | HOL | BEL | GER | ULS | NAC | Pts. |
| ---- | ------------------------ | ------------------- | --- | --- | --- | --- | --- | --- | ---- |
| 1    | John Surtees             | MV Agusta           | 1   | 1   | 1   |     |     |     | 24   |
| 2    | Walter Zeller            | BMW                 | 4   | 2   | 2   | Ret | Ret | 6   | 16   |
| 3    | John Hartle              | Norton              | 2   |     |     |     | 1   |     | 14   |
| 4    | Pierre Monneret          | Gilera              |     |     | 3   | 3   |     | 3   | 12   |
| 5    | Reg Armstrong            | Gilera              |     |     | Ret | 1   | Ret | 4   | 11   |
| 6    | Umberto Masetti          | MV Agusta           | DNS | Ret | 4   | 2   |     | Ret | 9    |
| 7    | Geoff Duke               | Gilera              |     |     | Ret | Ret | Ret | 1   | 8    |
| 8    | Bob Brown                | Matchless           |     |     | Ret |     | 2   |     | 6    |
| 9    | Libero Liberati          | Gilera              |     |     |     |     |     | 2   | 6    |
| 10   | Eddie Grant              | Norton              | 37  | 3   | 11  | 5   |     |     | 6    |
| 11   | Jack Brett               | Norton              | 3   |     |     |     | 6   |     | 5    |
| 12   | Peter Murphy             | Matchless           | Ret |     |     |     | 3   |     | 4    |
| 13   | Keith Bryen              | Norton              | Ret | 4   | 10  | 6   |     |     | 4    |
| 14   | Gerold Klinger           | BMW                 |     |     |     | 4   |     | 9   | 3    |
| 15   | Geoffrey Tanner          | Norton              | Ret |     |     |     | 4   |     | 3    |
| 16   | Alfredo Milani           | Gilera              |     |     | 5   |     |     | 8   | 2    |
| 17   | Bill Lomas               | Moto Guzzi          | 5   | Ret | Ret | Ret | Ret |     | 2    |
| 18   | Paul Fahey               | Matchless           | Ret | 5   | Ret | Ret |     |     | 2    |
| 19   | Carlo Bandirola          | MV Agusta           |     |     |     |     |     | 5   | 2    |
| =    | Wilf Herron              | Norton              |     |     |     |     | 5   |     | 2    |
| 21   | Ernst Hiller             | BMW                 |     | 6   |     | 8   |     | 10  | 1    |
| 22   | Derek Ennett             | Matchless           | 6   |     |     |     |     |     | 1    |
| =    | Auguste Goffin           | Norton              |     |     | 6   |     |     |     | 1    |
| 24   | Alan Trow                | Norton              | 7   |     |     |     | 9   |     | 0    |
| 25   | Gerald Robarts           | Norton              | 15  | 7   |     |     |     |     | 0    |
| 26   | Barry Hodgkinson         | Norton              | 22  | Ret | 7   | Ret |     |     | 0    |
| 27   | Alois Huber              | BMW RS              |     |     |     | 7   |     | Ret | 0    |
| 28   | Austin Carson            | Norton              |     |     |     |     | 7   |     | 0    |
| =    | Roberto Colombo          | MV Agusta           |     |     |     |     |     | 7   | 0    |
| 30   | John Storr               | Norton              |     |     | 8   | Ret |     | 12  | 0    |
| 31   | Dave Chadwick            | Norton              | 23  |     |     |     | 8   |     | 0    |
| 32   | Piet Bakker              | Norton              |     | 8   |     |     |     |     | 0    |
| =    | Gavin Dunlop             | Matchless           | 8   |     |     |     |     |     | 0    |
| 34   | Jackie Wood              | Velocette / Norton  | 24  |     | Ret | 9   |     | Ret | 0    |
| 35   | Bob Matthews             | Norton              |     |     | 9   | Ret |     |     | 0    |
| 36   | Priem Rozenberg          | BMW                 |     | 9   |     |     |     |     | 0    |
| =    | George Salt              | Norton              | 9   |     |     |     |     |     | 0    |
| 38   | Dennis Chapman           | Norton              | 10  |     |     |     | 11  |     | 0    |
| 39   | Frederick Cook           | Matchless           | 18  | 10  | 13  | 17  |     |     | 0    |
| 40   | Angus Martin             | Matchless           | Ret |     |     |     | 10  |     | 0    |
| 41   | Jacques Collot           | Norton Manx         |     |     |     | 10  |     | Ret | 0    |
| 42   | Ernst Riedelbauch        | BMW                 |     |     | Ret | 11  |     | 11  | 0    |
| 43   | Ralph Rensen             | Norton              | 11  |     |     |     | 13  |     | 0    |
| 44   | Casper Swart             | Norton              |     | 11  |     |     |     |     | 0    |
| 45   | John Grace               | Norton              | Ret | Ret | 12  |     |     |     | 0    |
| =    | Hans-Günther Jäger       | Norton              |     | Ret | Ret | 12  |     |     | 0    |
| 47   | Stephen Murray           | Norton              |     |     |     |     | 12  |     | 0    |
| =    | Mike O'Rourke            | Norton              | 12  |     |     |     |     |     | 0    |
| 49   | Giuseppe Cantoni         | MV Agusta           |     |     |     |     |     | 13  | 0    |
| =    | George Costain           | Norton              | 13  |     |     |     |     |     | 0    |
| =    | Peter Knees              | BMW                 |     |     |     | 13  |     |     | 0    |
| 52   | Frank Perris             | Matchless           | 14  |     |     |     | Ret |     | 0    |
| 53   | Michael Roche            | Norton              | DNS |     | 14  |     |     |     | 0    |
| =    | Hans-Joachim Scheel      | Norton              |     |     |     | 14  |     |     | 0    |
| =    | Harry Turner             | Norton              |     |     |     |     | 14  |     | 0    |
| 56   | Ulf Gate                 | Norton              |     |     |     | 15  |     |     | 0    |
| =    | Pierre Nicholas          | Norton              |     |     | 15  |     |     |     | 0    |
| =    | Des Sloan                | Norton              |     |     | 15  |     |     |     | 0    |
| 59   | Frank Fox                | Norton              | 16  |     |     |     |     |     | 0    |
| =    | Bill Roberton            | Matchless           |     |     |     |     | 16  |     | 0    |
| =    | Berthold Sieler          | Norton              |     |     |     | 16  |     |     | 0    |
| 62   | Martin Brosnan           | BSA                 |     |     |     |     | 17  |     | 0    |
| =    | Harry Plews              | Norton              | 17  |     |     |     |     |     | 0    |
| 64   | Harry Lowe               | BSA                 | 41  |     |     |     | 18  |     | 0    |
| =    | Karl-Heinz Scheifel      | Norton              |     |     |     | 18  |     |     | 0    |
| 66   | Phil Carter              | Norton              | 19  |     |     |     |     |     | 0    |
| =    | Stanley Williamson       | Norton              |     |     |     |     | 19  |     | 0    |
| 68   | Denis Christian          | Matchless           | 20  |     |     |     |     |     | 0    |
| 69   | Ken Tostevin             | Matchless           | 21  | Ret |     |     |     |     | 0    |
| 70   | Ken Tully                | Norton              | 25  |     |     |     |     |     | 0    |
| 71   | Bob Ferguson             | Matchless           | 26  |     |     |     |     |     | 0    |
| 72   | Louis Carr               | Matchless           | 27  |     |     |     |     |     | 0    |
| 73   | Brian Duffy              | Norton              | 28  |     |     |     | Ret |     | 0    |
| 74   | Albert Moule             | Norton              | 29  |     |     |     |     |     | 0    |
| 75   | Dick Thomson             | Matchless           | 30  |     |     | Ret |     |     | 0    |
| 76   | Llewelyn Ranson          | Norton              | 31  |     |     |     |     |     | 0    |
| 77   | Vic Preston              | Norton              | 32  |     |     |     |     |     | 0    |
| 78   | Bill Beevers             | Norton              | 33  |     |     |     |     |     | 0    |
| 79   | Ken Willis               | Norton              | 34  |     |     |     |     |     | 0    |
| 80   | James Edwards            | Norton              | 35  |     |     |     |     |     | 0    |
| 81   | George Begg              | AJS                 | 36  |     |     |     | Ret |     | 0    |
| 82   | Joe Glazebrook           | Norton              | 38  |     |     |     |     |     | 0    |
| 83   | E. Barona                | Norton              | 39  |     |     |     |     |     | 0    |
| 84   | Walter Hancock           | BSA                 | 40  |     |     |     |     |     | 0    |
| 85   | Stan Cameron             | AJS                 | 42  |     |     |     |     |     | 0    |
| 86   | Ralph Wijesinghe         | BSA                 | 43  |     |     |     |     |     | 0    |
| 87   | Roly Capner              | BSA                 | 44  |     |     |     |     |     | 0    |
| 88   | John Denton              | Norton              | 45  |     |     |     |     |     | 0    |
| -    | Keith Campbell           | Norton / Moto Guzzi |     |     | Ret | Ret |     | Ret | 0    |
| -    | Günther Borgesdiek       | Norton              |     |     | Ret | Ret |     |     | 0    |
| -    | Rod Coleman              | Norton              |     |     |     | Ret | Ret |     | 0    |
| -    | Francisco González       | Norton              | Ret | Ret |     |     |     |     | 0    |
| -    | Ken Kavanagh             | Moto Guzzi          | DNS | Ret | Ret | DNS |     |     | 0    |
| -    | Olle Nygren              | Matchless           | Ret |     |     |     |     | Ret | 0    |
| -    | Leen Reehorst            | Jawa                |     | Ret | Ret |     |     |     | 0    |
| -    | Martinus van Son         | Matchless           |     | Ret |     |     |     | Ret | 0    |
| -    | Sven Andersson           | Norton              |     |     |     | Ret |     |     | 0    |
| -    | Jean-Pierre Bayle        | Norton              |     |     |     |     |     | Ret | 0    |
| -    | Raymond Bogaerdt         | Norton              |     |     | Ret |     |     |     | 0    |
| -    | Buno Böhrer              | Horex               |     |     |     | Ret |     |     | 0    |
| -    | Paolo Campanelli         | Gilera              |     |     |     |     |     | Ret | 0    |
| -    | George Catlin            | Norton              | Ret |     |     |     |     |     | 0    |
| -    | Artemio Cirelli          | Gilera              |     |     |     |     |     | Ret | 0    |
| -    | John Clark               | Matchless           | Ret |     |     |     |     |     | 0    |
| -    | Robert Cook              | BSA                 | Ret |     |     |     |     |     | 0    |
| -    | Ronald Cousins           | Norton              | Ret |     |     |     |     |     | 0    |
| -    | Dickie Dale              | Moto Guzzi          | Ret |     |     |     |     |     | 0    |
| -    | Firmin Dawue             | Norton              |     |     | Ret |     |     |     | 0    |
| -    | Gerardo Düring           | Matchless           |     |     |     |     |     | Ret | 0    |
| -    | Anton Elbersen           | Matchless           |     | Ret |     |     |     |     | 0    |
| -    | Karl-Heinz Ewig          | Norton              |     |     |     | Ret |     |     | 0    |
| -    | Ray Fay                  | BSA                 | Ret |     |     |     |     |     | 0    |
| -    | Robin Fitton             | Norton              |     |     |     |     | Ret |     | 0    |
| -    | Brian Freestone          | Norton              | Ret |     |     |     |     |     | 0    |
| -    | Enrico Galante           | Norton              |     |     |     |     |     | Ret | 0    |
| -    | Martino Giani            | Gilera              |     |     |     |     |     | Ret | 0    |
| -    | Francesco Guglielminetti | Norton              |     |     |     |     |     | Ret | 0    |
| -    | William Hall             | Norton              |     |     |     |     |     | Ret | 0    |
| -    | Gustav Havel             | Jawa                |     | Ret |     |     |     |     | 0    |
| -    | Frantisek Helikar        | Jawa                |     | Ret |     |     |     |     | 0    |
| -    | Eric Hinton              | Norton              | DNS |     |     | Ret |     |     | 0    |
| -    | Jaap Iesberts            | Matchless           |     | Ret |     |     |     |     | 0    |
| -    | Roy Ingram               | BSA                 | Ret |     |     |     |     |     | 0    |
| -    | Arnold Jones             | Matchless           | Ret |     |     |     |     |     | 0    |
| -    | Kees Koster              | Norton              |     | Ret |     |     |     |     | 0    |
| -    | George Leigh             | Norton              | Ret |     |     |     |     |     | 0    |
| =    | Ivor Lloyd               | Norton              | Ret |     |     |     |     |     | 0    |
| =    | Giuseppe Mantelli        | Gilera              |     |     |     |     |     | Ret | 0    |
| -    | Robert McCracken         | Norton              |     |     |     |     | Ret |     | 0    |
| -    | Bob McIntyre             | Norton              | Ret |     |     |     |     |     | 0    |
| -    | Jules Nies               | Norton              |     |     | Ret |     |     |     | 0    |
| -    | Frank Norris             | Norton              | Ret |     |     |     |     |     | 0    |
| -    | Ernie Oliver             | Norton              |     |     |     |     | Ret |     | 0    |
| -    | Sergio Pinza             | Moto Guzzi          |     |     |     |     |     | Ret | 0    |
| -    | Maurice Pizzey           | Norton              | Ret |     |     |     |     |     | 0    |
| -    | Derek Powell             | Matchless           | Ret |     |     |     |     |     | 0    |
| -    | Charlie Salt             | BSA                 | Ret |     |     |     |     |     | 0    |
| -    | Brian Setchell           | AJS                 | Ret |     |     |     |     |     | 0    |
| -    | Terry Shepherd           | Norton              | Ret |     |     |     |     |     | 0    |
| -    | Lodewijk Simons          | Norton              |     | Ret |     |     |     |     | 0    |
| -    | František Šťastný        | Jawa                |     | Ret |     |     |     |     | 0    |
| -    | Ken Swallow              | Matchless           |     |     |     |     | Ret |     | 0    |
| -    | Gerrit Ten Kate          | Norton              |     | Ret |     |     |     |     | 0    |
| -    | Gerry Turner             | Pike-BSA            | Ret |     |     |     |     |     | 0    |
| -    | Dreikus Veer             | Jawa                |     | Ret |     |     |     |     | 0    |
| -    | John Waring              | Norton              | Ret |     |     |     |     |     | 0    |
| -    | Arthur Wheeler           | Moto Guzzi          |     |     |     |     | Ret |     | 0    |
| -    | Jack Wilks               | BSA                 | Ret |     |     |     |     |     | 0    |
| -    | Trevor Williams          | Norton              | Ret |     |     |     |     |     | 0    |
| -    | Len Aislabie             | Norton              | DNS |     |     |     |     |     | 0    |
| -    | Rod Coleman              | Norton              | DNS |     |     |     |     |     | 0    |
| -    | Robert King              | Norton              | DNS |     |     |     |     |     | 0    |
| -    | Derek Minter             | BSA                 | DNS |     |     |     |     |     | 0    |
| -    | E. Muñoz                 | Norton              | DNS |     |     |     |     |     | 0    |
| -    | M. Muñoz                 | Norton              | DNS |     |     |     |     |     | 0    |
| -    | George Northwood         | BSA                 | DNS |     |     |     |     |     | 0    |
| -    | Tony Ovens               | Norton              | DNS |     |     |     |     |     | 0    |
| -    | H. Wieland               | Norton              | DNS |     |     |     |     |     | 0    |
| -    | J. Woods                 | Norton              | DNS |     |     |     |     |     | 0    |
| Pos. | Piloto                   | Moto                | MAN | HOL | BEL | GER | ULS | NAC | Pts. |

### 350cc[3]
Bill Lomas con su Moto Guzzi fue el vencedor del campeonato y su compañero de equipo Dickie Dale y August Hobl su DKW se repartieron el subcampeonato. La casa alemana se retiró a final de temporada.
| Pos. | Piloto          | Moto       | Pts. |
| ---- | --------------- | ---------- | ---- |
| 1    | Bill Lomas      | Moto Guzzi | 24   |
| 2    | Dickie Dale     | Moto Guzzi | 17   |
| =    | August Hobl     | DKW        | 17   |
| 4    | John Surtees    | MV Agusta  | 14   |
| 5    | Cecil Sandford  | DKW        | 13   |
| 6    | Ken Kavanagh    | Moto Guzzi | 10   |
| 7    | Libero Liberati | Gilera     | 8    |
| 8    | John Hartle     | Norton     | 8    |
| 9    | Derek Ennett    | AJS        | 6    |
| 10   | Karl Hofmann    | DKW        | 6    |
| 11   | Roberto Colombo | MV Agusta  | 4    |
| 12   | Jack Brett      | Norton     | 3    |
| 13   | Hans Bartl      | DKW        | 3    |
| 14   | Umberto Masetti | MV Agusta  | 2    |
| =    | Peter Murphy    | AJS        | 2    |
| =    | Eddie Grant     | Norton     | 2    |
| 17   | Bob Brown       | AJS        | 1    |
| =    | Bob Matthews    | Norton     | 1    |
| =    | Alan Trow       | Norton     | 1    |

### 250cc[4]
El campeonato de 250cc no tuvo historia. Carlo Ubbiali con su MV Agusta se impuso en 5 de las seis pruebas del calendario. Su compañero de equipo, el suizo Luigi Taveri con su moto gemela ganó el sexto Gran Premio.
| Pos. | Piloto            | Equipo     | Pts. |
| ---- | ----------------- | ---------- | ---- |
| 1    | Carlo Ubbiali     | MV Agusta  | 32   |
| 2    | Luigi Taveri      | MV Agusta  | 26   |
| 3    | Enrico Lorenzetti | Moto Guzzi | 10   |
| 4    | Roberto Colombo   | MV Agusta  | 9    |
| =    | Horst Kassner     | NSU        | 9    |
| 6    | Remo Venturi      | MV Agusta  | 8    |
| 7    | Sammy Miller      | NSU        | 7    |
| 8    | Hans Baltisberger | NSU        | 7    |
| 9    | Arthur Wheeler    | Moto Guzzi | 5    |
| 10   | Rod Coleman       | NSU        | 3    |
| =    | Kees Koster       | NSU        | 3    |
| 12   | František Bartoš  | ČZ         | 2    |
| =    | Bill Maddrick     | Moto Guzzi | 2    |
| =    | Lo Simons         | NSU        | 2    |
| =    | Alano Montanari   | Moto Guzzi | 2    |
| =    | Bob Brown         | NSU        | 2    |
| 17   | Jean-Pierre Bayle | NSU        | 1    |
| =    | Maurice Büla      | NSU        | 1    |
| =    | Roland Heck       | NSU        | 1    |
| =    | Jiří Koštíř       | ČZ         | 1    |

### 125cc[5]
En la categoría de cuarto de litro, Carlo Ubbiali con la MV Agusta se demostró casi invencible, con cinco victorias y un segundo puesto en seis carreras. Romolo Ferri obtuvo la otra victoria de la temporada en la primera victoria de la historia de Gilera en un Mundial.
| Pos. | Piloto             | Equipo    | Pts. |
| ---- | ------------------ | --------- | ---- |
| 1    | Carlo Ubbiali      | MV Agusta | 32   |
| 2    | Romolo Ferri       | Gilera    | 14   |
| 3    | Luigi Taveri       | MV Agusta | 12   |
| 4    | Tarquinio Provini  | Mondial   | 10   |
| 5    | Fortunato Libanori | MV Agusta | 9    |
| 6    | Marcelo Cama       | Montesa   | 6    |
| 7    | August Hobl        | DKW       | 6    |
| 8    | Karl Hofmann       | DKW       | 5    |
| 9    | Pierre Monneret    | Gilera    | 4    |
| =    | Francisco González | Montesa   | 4    |
| =    | Renato Sartori     | Mondial   | 4    |
| =    | Bill Webster       | MV Agusta | 4    |
| 13   | Cecil Sandford     | Mondial   | 4    |
| 14   | Enric Sirera       | Montesa   | 3    |
| =    | Bill Maddrick      | MV Agusta |      |
| 16   | Sandro Artusi      | Ducati    | 2    |
| =    | Dave Chadwick      | LEF       | 2    |
| =    | Frank Cope         | MV Agusta | 2    |
| =    | František Bartoš   | ČZ        | 1    |
| =    | Johnny Grace       | Montesa   | 1    |
| =    | Vaclav Parus       | ČZ        | 1    |